# 염상섭
염상섭(廉想涉, 1897년 8월 30일 ~ 1963년 3월 14일)은 대한민국의 소설가이며 예비역 대한민국 해군 중령이다.

## 생애
한성부 출생으로 본관은 파주(坡州)이며 아호(雅號)는 제월(霽月), 횡보(橫步)이다.
1897년 8월 30일, 서울에서 태어났다. 대한제국 중추원 참의 염인식(廉仁湜)의 손자이며, 가평 군수 염규환(廉圭桓)의 8남매 중 셋째 아들이다. 어머니는 경주(慶州) 김씨, 부인은 의성(義城) 김씨 문중 출신이던 김영옥(金英玉)이다. 한국 근대 문학의 선구자인 그는 일본 게이오기주쿠 대학 유학 시절 3·1운동에 가담한 혐의로 투옥됐다. 귀국한 후 1920년 《폐허》동인에 가담해 문학의 길로 들어섰다. 1921년 발표한 단편소설 <표본실의 청개구리>는 한국의 첫 자연주의 소설이라는 평가를 받고 있다. 김동인, 현진건과 함께 자연주의와 사실주의 문학을 이 땅에 뿌리내린 작가로서 큰 공적을 남겼다. 1936년에 매일신보의 정치부장, 만선일보의 편집국장을 지냈으며, 1946년에는 경향신문의 창간 편집국장을 지내는 등 신문기자로도 많이 활동하였다. 1950년 한국전쟁 발발 당시 해군 소령으로 임관되어 해군본부 정훈감실에서 편집과장으로 근무했으며, 1954년 서라벌 예술대학 학장으로 취임했다.
대표적인 장편소설로는 〈삼대〉, <만세전>, <두 파산> 등이 있으며, 단편으로는 <표본실의 청개구리>가 있다. 만세전은 천재교육 고등학교 문학 교과서에 수록되었다.
1963년 3월 14일 성북동 자택에서 직장암으로 향년 67세로 세상을 떠났다.

## 학력
- 1909년 한성사범학교 부속보통학교 수료
- 1910년 한성 보성소학교 졸업
- 1911년 한성 보성고등보통학교 수료
- 1913년 일본 도쿄 아사부 중학교 수료
- 1914년 일본 도쿄 아오야마 중학교 수료
- 1918년 일본 교토 제2중학교 졸업
- 1919년 일본 게이오 대학교 사학과 중퇴
- 1957년 대한민국 국방대학교 행정학사 3기

## 연보
- 1897년 8월 30일, 한성의 종로구 적선동에서 태어났다.
- 1907년 9월, 관립 사범부속보통학교에 입학하였다.
- 1909년, 보성소학교로 전학하였다.
- 1910년, 보성중학교에 입학하였다.
- 1911년 가을, 일본으로 건너갔다.
- 1912년 4월, 도쿄의 아자부중학교(麻布中学校) 2학년에 편입하였다가 중퇴하고 아오야마학원에 입학하였다.
- 1917년, 교토 부립제이중학교(府立第二中学校)에 편입하였다.

## 저작
- 《견우화》
- 《사랑과 죄》
- 《이심》
- 《광분》
- 《삼대》
- 《무화과》
- 《백구》
- 《모란꽃 필 때》
- 《불연속선》
- 《취우》
- 《표본실의 청개구리》
- 《두 파산》
- 《절곡》
- 《얼룩진 시대 풍경》
- 《만세전》[2]
- 《임종》

## 기타
1932년에 발표된 김동인의 단편 소설 '발가락이 닮았다'(1932)를 읽은 염상섭은 그것이 늦장가를 간 자신을 모델로 한 것이라고 생각해 동인과 설전을 벌였다. 당대 문단을 주도했던 두 사람은 이 일로 무려 15년 동안이나 관계를 끊고 살았다. 일각에서는 염상섭의 아이가 다른 사람의 아이라는 루머가 돌고 있었고, 김동인은 그 무렵에 발가락이 닮았다를 발표했던 것이다.